# Nekropole vom Typ Passy
Bei den Nekropolen vom Typ Passy oder Strukturen vom Typ Passy handelt es sich um mittelneolithische Grabenwerke, die in größeren Gruppen auftreten und teilweise auch zu Bestattungszwecken genutzt wurden. Sie werden von Philippe Chambon der Cerny-Kultur zugeordnet.

## Forschungsgeschichte
Die Anlagen wurden zuerst auf Luftaufnahmen entdeckt. Im Zuge des Kiesabbaus in den Tälern der Yonne und Seine in den 1980er Jahren fanden dann großflächige Ausgrabungen einiger Fundstellen statt, andere wurden weitgehend unerforscht zerstört.

## Form
Die Grabenwerke sind langgestreckt mit gerundeten, meist leicht abgesetzten Enden, wobei das Ostende meist deutlich größer ist. Ihre Gräben verlaufen überwiegend parallel. Die Anlagen sind meist fächerartig angeordnet. Sie kommen oft in Gruppen von zwölf oder mehr vor, meist auf den Schotterterrassen der Seine und ihrer Nebenflüsse. In Passy sind die 24 Einhegungen zwischen 30 und 257 m lang (Monument 5 von Passy). In Balloy liegen sie über einer Siedlung der mittelneolithischen VSG-Kultur. Eine Überhügelung ist möglich, aber nicht nachgewiesen.

## Bestattungen
Die Bestattungen sind oft schlecht erhalten. Pfeilspitzen als Grabbeigaben bei der Bestattung von Männern werden als Beleg für die Bedeutung der Jagd interpretiert. Publizierte anthropologische Bestimmungen fehlen allerdings bisher. Typische Begleitfunde sind unter anderem die „eiffelturmförmigen“ Knochenidole oder Spatulae, die von manchen Autoren als anthropomorphe Statuetten gedeutet werden. Keramik ist selten.

## Wichtige Fundorte
- Réaudins, Balloy, Département Seine-et-Marne, an der Mündung der Yonne in die Seine[8].
- Escolives-Sainte-Camille, Département Yonne
- Les Sablons, Gron, Département Yonne[9].
- La Sabliere, Passy-Richebourg, Département Yonne[10].
- Noue Fenard, Vignely, Département Seine-et-Marne
- Porte aux Bergers, Vignely, Département Seine-et-Marne
- Die 20 ha große Nekropole von Fleury-sur-Orne ist eine neolithische Ausgrabungsstätte von 12 bis zu 350 m langen Tumuli in Fleury-sur-Orne, südlich von Caen in der Normandie.

## Deutung
Pablo Arias interpretiert dieses Strukturen als eine Verbindung zwischen den Langhäusern der LBK-Tradition und den Megalithen der französischen Atlantikküste, worin ihm Richard Bradley und Alasdair Whittle gefolgt sind. Dies nimmt die ältere Ableitung Vere Gordon Childes der kujawischen Langbetten von den Trapezhäusern der Brześć-Kujawski-Gruppe wieder auf.